# Fietssnelweg F40
Fietssnelweg F40 (Grote Fietsring Gent) is de naam van een fietssnelweg rond Gent en de haven van Gent, die grotendeels de ringweg R4 volgt. De weg is deels aangelegd, deels een toekomstproject.
In het netwerk van Vlaamse fietssnelwegen werd als traject de R4 geselecteerd. Langs het snelwegdeel van de R4-Oost zal de F40 niet naast de R4 maar ruwweg een evenwijdig traject door Destelbergen en Oostakker volgen, onder andere via het jaagpad van de Schelde.
Deze visie betekent dat hier stelselmatig een afgescheiden fietspad voor functioneel fietsverkeer zal uitgebouwd worden, zonder gelijkvloerse oversteek van drukke wegen zoals op- en afritten, en zonder veel omwegen.

## Geschiedenis
Sinds de aanleg van R4-West en R4-Oost (havendeel) liggen er fietspaden: in het noordelijk deel als fietsstroken aanliggend aan de pechstrook, in het zuidelijk deel als tweerichtingsfietspaden, afgescheiden met berm en vangrail. Telkens kruisen de oorspronkelijke op- en afritten het fietspad.
Vanaf de jaren 2000 werd bij nieuwe aanleg gekozen voor een afzonderlijk tweerichtingsfietspad dat met fietstunnels onder de op- en afritten gaat. Dat was het geval bij het knooppunt aan The Loop/Flanders Expo en bij de R4-Zuid (2012). Ook werd langs de R4-West tussen Rieme/Zelzate en Evergem een afzonderlijk tweerichtingsfietspad uitgebouwd aan de westkant.
Langs de R4-Oost (snelwegdeel) zijn nooit fietspaden aangelegd.

## Project R4WO
Van 2021 tot 2028 plant het Vlaams Gewest als deel van het project R4WO de bouw van 25 kilometer fietsinfrastructuur, acht fietsbruggen en elf fietsonderdoorgangen. Deze liggen ofwel op de F40, parallel met de autoweg R4, ofwel maken ze de verbinding van de F40 met de overzijde van de R4.
Onderstaande drie fietsbruggen worden als "quick-win" voor de eigenlijke werken aan de R4-West gebouwd, en dienen om vanop de fietssnelweg F40 (aan de westkant) de overkant van de R4-West te bereiken. Ze moeten klaar zijn in het najaar van 2022.
De eerste twee fietsbruggen liggen bij Kluizen (Evergem). Deze twee fietsbruggen gaan niet enkel over de R4, maar ook over de parallelle spoorlijn 55 Gent - Terneuzen. Beide namen verwijzen naar de wijk Zandeken, die in 2008 verdween voor de uitbreiding van de haven:

### Zandekenbrug
De Zandekenbrug is de fietsbrug net ten noorden van de Hoogstraat in Kluizen die vanaf de zomer van 2021 gebouwd wordt over R4-West en spoorweg. Zo kunnen fietsers vanuit Kluizen of vanop de F40 (uit Gent) veilig oversteken naar het noorden van het Kluizendok of naar Rieme. Het kruispunt Hoogstraat x R4 verdwijnt (voor autoverkeer is die rol overgenomen door de aanleg van het Ovaal van Wippelgem). Deze fietsbrug vormt knooppunt 2 van het project R4WO.

### Hultjenbrug
De Hultjenbrug is de fietsbrug binnen het Ovaal van Wippelgem die vanaf augustus 2022 de R4-West en spoorweg overbrugt. Zo kunnen fietsers vanuit Kluizen of vanop de F40 veilig oversteken naar het zuiden van het Kluizendok en naar Doornzele, als alternatief voor de omweg en de af te schaffen verkeerslichten. Deze fietsbrug is knooppunt 3 van het project R4WO en vormt het begin van fietssnelweg F401 (Vasco Da Gamalaan en veer van Doornzele naar omgeving Moervaart).

### Fietsbrug Vijfhoekstraat (knooppunt 9)
In november 2021 is ook de bouw van de derde fietsbrug als quick-win gestart, in Mariakerke. Deze fietsbrug vervangt de vroegere niet-beveiligde gelijkgrondse oversteek van fietsers dwars over de drukke 2x2-autoweg (met een opening in de middenberm). De fietsbrug heeft geen onmiddellijk vervolg naar het westen, want er ligt hier geen brug over de Ringvaart, Hij zorgt wel voor een fietsverbinding tussen Gent, Wondelgem en Mariakerke (oostkant), en het industriegebied en de VISO-school (westkant).

## Traject
Vanaf augustus 2024 legt het Agentschap Wegen en Verkeer een fietstunnel aan onder de op- en afrit van de R4 naar de N9 Brugsevaart